# Ptxolíne
Ptxolíne (en (ucraïnès): Пчолине, en rus: Пчелиное, Ptxelínoie) és un poble de la República Autònoma de Crimea a Ucraïna, que el 2014 tenia 12 habitants. Pertany al districte de Bilogorsk.